# Alessandro Vigevani
Alessandro Vigevani (Firenze, 15 settembre 1914 – Udine, 4 novembre 2005) è stato un attivista e docente italiano, esponente dell'autonomismo friulano.

## Biografia

### Studi
Trasferitosi a Udine in tenera età, nel 1919, frequentò le scuole tra le quali il liceo classico statale "Jacopo Stellini", dove si diplomò nel 1932. Si laureò con il massimo dei voti in lettere classiche alla Scuola Normale Superiore di Pisa e in giurisprudenza all’Università di Padova nel 1939.

### Carriera accademica e professionale
Dopo gli studi insegnò lettere classiche in vari licei italiani. Negli anni Trenta fu docente a Camerino e Venezia, mentre dopo la guerra alternò insegnamenti nei licei di Udine (tra cui i licei Percoto e Stellini) e di Gorizia. Durante la Seconda guerra mondiale servì come ufficiale degli Alpini in Albania, quindi fu destinato all’Istituto Italiano di Cultura di Zagabria (1942-43), dove fu arrestato come sospetto spia dopo l’armistizio dell’8 settembre 1943, ma liberato dopo alcuni mesi. Rientrato in Friuli nel 1944, fu per alcuni anni insegnante di lettere al Liceo “Jacopo Stellini” di Udine.
Negli anni del dopoguerra (dal 1947 al 1959, e ancora nel 1964) operò ampiamente all’estero come addetto culturale del Ministero degli Esteri, lavorando negli Istituti Italiani di Cultura di mezza Europa – tra cui Bucarest, Copenaghen, Amburgo, Madrid, Budapest, Istanbul e Viennat. Nel decennio 1961‑1971 fu preside dei licei classici di Gorizia (fino al 1963) e di Udine (Stellini). Negli anni Settanta trascorse ulteriori periodi all’estero – presso gli IIC di Sofia, Stoccarda e Graz – fino al pensionamento nel 1977.

### Affiliazioni e incarichi culturali
All’inizio della sua carriera fu nominato socio dell’Accademia di Scienze, Lettere e Arti di Udine a soli 26 anni. Partecipò attivamente anche alla Società Filologica Friulana e fu tra gli animatori della rivista culturale Ce fastu?, collaborando con altri intellettuali friulani come Gaetano Perusini, Gianfranco D’Aronco e Giovanni Battista Corgnali. Sul piano politico-culturale, fu fin dal 1945 uno dei primi pensatori dell’autonomismo friulano: nel 1946 pubblicò Il Friuli oggi, uno studio organico sull’identità e sull’autonomia della regione, e nel 1947 partecipò alla fondazione del Movimento Popolare Friulano per l’Autonomia Regionale con Gianfranco D’Aronco. Insieme a Tiziano Tessitori firmò il manifesto Perché il Friuli è Regione (1946), contribuendo alla definizione storico-politica del progetto autonomista friulano.

### Contributi culturali e autonomismo friulano
Uomo di cultura e studioso eclettico: come classicista approfondì tematiche di filologia greca e latina, sulla quale iniziò a pubblicare studi già nei primi anni Quaranta. Particolare interesse nutrì anche per la storia friulana e la salvaguardia della lingua e cultura locali: la sua attività storica includeva ricerche sull’etnia, sulle vicende politiche e sociali del Friuli, contribuendo a definire il concetto di “Friulità” nel dopoguerra. Egli fu «profondamente interessato» alla storia del Friuli – dalla Tavoletta di Teodazio a figure come Odorico Frangipane – e allo studio delle tradizioni regionali. Da notare inoltre il suo interesse per ambiti apparentemente distanti, come la storia del Corpo degli Alpini (di cui era stato sottotenente) e lo studio del calcio. In due lavori sul calcio udinese (1950 e 1979) sviluppò una riflessione originale sui caratteri antropologici e sociali del tifo, vedendo nello sport un equilibrio tra iniziativa individuale e lavoro di gruppo.
Sul piano politico-culturale, il contributo più rilevante di Vigevani fu al movimento autonomista friulano. Egli sostenne che il Friuli – geograficamente, etnicamente e linguisticamente distinto – dovesse godere di una specifica autonomia amministrativa. Negli anni della ricostruzione partecipò ai dibattiti sul riconoscimento dei confini del Friuli e sulla creazione delle nuove regioni italiane, promuovendo anche iniziative culturali volte a rafforzare l’identità locale. Ad esempio, poco dopo la guerra Vigevani propose (sostenuto dal movimento autonomista) la creazione di una “Università ladina” a Udine, un progetto caduto nel vuoto ma significativo del contesto intellettuale del tempo.

### Riconoscimenti
Ricevette riconoscimenti ufficiali per la sua attività culturale e educativa. Nel 1975 fu nominato Commendatore dell’Ordine al Merito della Repubblica Italiana. In memoria del suo servizio come docente e preside, il Comune di Udine ha intitolato a lui un tratto pedonale del Lungoroggia (“Passeggiata Vigevani”), nei pressi del Liceo Stellini. Questa intitolazione, avvenuta nel 2015, è un tributo locale alla sua lunga carriera nel sistema scolastico friulano e al suo impegno nella promozione della cultura umanistica.
Il Friuli attende il giusto riconoscimento della propria unità
ed individualità, accanto alle altre regioni della penisola, delle quali non risulterà l’ultima per estensione
territoriale e per numero d’abitanti, così come non intende restar seconda a nessuna nelle opere della pace
e del lavoro per un miglior decoro e per un più felice avvenire
della nazione italiana.

Alessandro Vigevani 1946

## Pubblicazioni
- Giudizi sui tragediografi nell'Ars poetica di Aristotele [Memoria letta nell'adunanza dell’8 febbraio 1940], Udine, AGF, 1942;
- Appunti sul giornalismo croato negli ultimi anni di regime jugoslavo, Estratto dalla rassegna «Il Giornalismo», 4 (1941), Roma, Società anonima tipografica Castaldi, 1942;
- Stile ed imitazioni nelle “Metamorfosi” di Ovidio [Memoria letta nell’adunanza del 7 maggio 1942], Udine, AGF, 1943;
- Istituzione ed inizi del portofranco di Trieste [Memoria letta nell’adunanza del 2 aprile 1941], Udine, AGF, 1943;
- Il Friuli oggi, a cura dell’Associazione per l’autonomia friulana, Udine, Stabilimento tipografico nazionale, 1946;
- Profilo di storia friulana, in La regione del Friuli, Edizioni della Camera di Commercio, Udine, Industria e Agricoltura della provincia di Udine/ AGF, 1946, 17-27;
- Pascoli e Carducci [Corso di preparazione ai concorsi Magistrali], Udine, Tip. Ed. A. Manuzio, 1947;
- Il Friuli nelle voci per l’enciclopedia croata, Udine, AGF, 1947 (con G. D’ARONCO);
- Insegnamento e studio del greco in Italia dagli albori del Risorgimento alla costituzione del Regno, Udine, Tip. Del Bianco, 1948 (Estratto dall’Annuario 1947-1948 del Provveditorato agli Studi di Udine);
- Le sorti del friulano nella regione Giulia, Udine, Tip. Domenico Del Bianco, 1950 (Opuscoli della Società filologica friulana, 12);
- Il fondamento ideale del diritto romano, Estratto dagli Atti dell’Accademia di Scienze, Lettere e Arti di Udine, Udine 1954;
- Possibilità dell’italiano come lingua nei rapporti internazionali, Atti del 63º Congresso Internazionale della Società Dante Alighieri (Palermo, 25-29 settembre 1977), Roma, Tip. G.B. Tempesta, 1977;
- Udinese, Udinese!, Udine, Casamassima, 1979 con G. Brera
- L’ultimo crociato. Un volontario friulano del ’600 [Ricerche storiche di Doimo Frangipane], Udine, Centro iniziative per l’arte e la cultura, 1983 (con P. ZANETTI);
- Da Tarcento al Kalhenberg, Estratto dagli Atti dell’Accademia di Scienze, Lettere e Arti di Udine, LXXVI, Udine, AGF, 1984 (con P. ZANETTI);
- Quattro nostre generazioni. Cent’anni di vita della Banca Popolare Udinese, Udine, Banca Popolare Udinese, 1985;
- Paolo Diacono cronista longobardo, Udine, Edizioni longobarde, 1989 (con P. ZANETTI);
- Berengario I, duca e marchese del Friuli, re d’Italia, Udine, AGF, 1990;
- Giacomo Ceconi. Un impresario friulano, Udine, C.C.I.A.A., 1994 (con L. D’ANDREA);
- Sud e nord. Una nuova visione del problema, Catanzaro, Carello ed., 1995 (con B. TORRETTA).